# Hanano Sakurai
Hanano Sakurai (jap. 櫻井はなの Sakurai Hanano; ur. 19 grudnia 2002) – japońska zapaśniczka walcząca w stylu wolnym. Szósta w Pucharze Świata w 2022. Mistrzyni świata kadetów w 2017 i 2019 roku.